# John Grey (scénariste)
Pour les articles homonymes, voir John Grey et Grey.
John Grey est un scénariste et réalisateur américain né en 1873 à San José, en Californie (États-Unis) et décédé le 27 juin 1933 à Hollywood.

## Filmographie

### comme scénariste
- 1917 : Done in Oil
- 1917 : A Maiden's Trust
- 1917 : The Little Patriot
- 1918 : Kidder and Ko
- 1919 : Un reportage tragique (The Grim Game) (histoire)
- 1920 : The Mystery Mind
- 1921 : L'Idole du village (A Small Town Idol) de Erle C. Kenton et Mack Sennett
- 1921 : Terror Trail (en) d'Edward A. Kull
- 1921 : Too Much Married
- 1922 : Bluebeard, Jr.
- 1922 : Fiancé malgré lui (The Crossroads of New York) de F. Richard Jones
- 1923 : Canyon of the Fools
- 1924 : A Self-Made Failure (en)
- 1924 : Capitaine Janvier
- 1924 : Fools in the Dark
- 1924 : Une riche famille (Hot Water) de Fred C. Newmeyer et Sam Taylor
- 1924 : Geared to Go
- 1925 : Super Speed
- 1925 : Youth's Gamble
- 1925 : Crack o' Dawn
- 1925 : Vive le sport ! (The Freshman) de Fred C. Newmeyer et Sam Taylor
- 1925 : Fighting Fate
- 1926 : The Traffic Cop
- 1926 : Pour l'amour du ciel (For Heaven's Sake) de Sam Taylor
- 1927 : Wide Open
- 1927 : Le Petit Frère (The Kid Brother)
- 1928 : En vitesse (Speedy)
- 1928 : Chinatown Charlie
- 1929 : Coquette
- 1930 : The Sleeping Cutie
- 1930 : Lost and Foundered
- 1930 : Old Vamps for New
- 1930 : À la hauteur (Feet First) de Clyde Bruckman
- 1930 : Land of the Sky Blue Daughters
- 1930 : Worldly Goods
- 1930 : Razored in Old Kentucky
- 1930 : Moonlight and Monkey Business
- 1930 : Aunt's in the Pants
- 1930 : Hey Diddle Diddle
- 1931 : Howdy Mate
- 1931 : Trouble from Abroad
- 1931 : That's My Meat (en) de William Goodrich
- 1932 : Heavens! My Husband!
- 1932 : The Flirty Sleepwalker
- 1932 : Speed in the Gay Nineties
- 1932 : Listening In
- 1932 : Meet the Senator
- 1932 : Divorce a la Mode
- 1932 : His Royal Shyness
- 1932 : Silence, on tourne ! (Movie Crazy) de Clyde Bruckman et Harold Lloyd
- 1932 : Hypnotized de Mack Sennett
- 1933 : Hold Your Temper
- 1937 : Forty Naughty Girls d'Edward F. Cline

### comme réalisateur
- 1927 : Wide Open